# Lydia Boucher
Lydia Boucher (Sœur Marie Thérèse; * 28. Februar 1890 in Saint-Ambroise-de-Kildare/Québec; † 5. März 1971 in Montreal) war eine kanadische Komponistin und Musikpädagogin.

## Leben
Boucher trat 1907 den Sœurs de Sainte-Anne bei und legte 1909 ihr Gelübde als Nonne ab. Sie studierte Klavier und Komposition bei Auguste Descarries, Komposition bei Claude Champagne und Louis Michiels, Harmonielehre bei Rodolphe Mathieu, Orgel bei Raoul Paquet, Geige bei J. Alexandre Delcourt und Gesang bei Fleurette Contant und unterrichtete zwischen 1909 und 1969 Klavier, Geige und Orgel an verschiedenen Schulen und Institutionen, u. a. im Mutterhaus Mont-Sainte-Anne in Lachine und an der École de musique Wilfrid-Pelletier in Montreal.
Ab 1923 trat Boucher auch als Komponistin von Chor-, Klavier- und Orgelwerken hervor, von denen einige im Druck in den Verlagen Édition Belgo-Canadienne, Musica Enrégistré und Éditions canadiennes erschienen.

## Werke
- Ave Maria, 1923
- Trois Préludes für Klavier, 1928–30
- L'Œuvre d'Esther Blondin, Oratorium, 1949
- La Ronde des aiguilles für Klavier, 1950
- Alleluia für Orgel, 1958
- Hommage à Mère Marie-Anne, 1971